# Krnji Grad
Krnji Grad (izvirno srbsko Крњи Град) je naselje v Srbiji, ki upravno spada pod Občino Prokuplje; slednja pa je del Topliškega upravnega okraja.

## Demografija
V naselju živi 46 polnoletnih prebivalcev, pri čemer je njihova povprečna starost 64,3 let (61,9 pri moških in 66,2 pri ženskah). Naselje ima 31 gospodinjstev, pri čemer je povprečno število članov na gospodinjstvo 1,52.
To naselje je popolnoma srbsko (glede na rezultate popisa iz leta 2002).
|  |

| Demografija | Demografija     | Demografija     |
| Leto        | Št. prebivalcev | Št. prebivalcev |
| ----------- | --------------- | --------------- |
|             |                 |                 |
|             |                 |                 |
|             |                 |                 |
|             |                 |                 |
| 1948        | 285             |                 |
| 1953        | 307             |                 |
| 1961        | 264             |                 |
| 1971        | 212             |                 |
| 1981        | 154             |                 |
| 1991        | 105             | 105             |
| 2002        | 47              | 47              |
|             |                 |                 |

| Etnična sestava po popisu iz leta 2002 | Etnična sestava po popisu iz leta 2002 | Etnična sestava po popisu iz leta 2002 | Etnična sestava po popisu iz leta 2002 | Etnična sestava po popisu iz leta 2002 |
| -------------------------------------- | -------------------------------------- | -------------------------------------- | -------------------------------------- | -------------------------------------- |
| Srbi                                   | Srbi                                   |                                        | 47                                     | 100,0%                                 |
| Neznano                                | Neznano                                |                                        | 0                                      | 0,0%                                   |